# Zakłócenie (automatyka)
Zakłócenie – w teorii sterowania czynnik o charakterze przypadkowym, niezamierzonym, niekontrolowanym, utrudniające sterowanie.
Przyczynami zakłóceń występujących w układach automatyki mogą być:
- zmiany obciążeń urządzenia (np. silnika elektrycznego) – z reguły są to zakłócenia powolne
- błędy pomiarowe wnoszone przez czujniki (na przykład błędy statyczne spowodowane złą kalibracją)
- zmiany parametrów – przykładowo analizę i syntezę układów regulacji automatycznej prowadzi się w oparciu o modele liniowe, które są tworzone przez linearyzację w danym punkcie pracy, nieliniowych rzeczywistych obiektów i procesów. Zmiana punktu pracy powoduje zmianę parametrów obiektu rzeczywistego, które nie są uwzględnione w modelu.

Wiele zakłóceń można usunąć u ich źródeł, na przykład poprzez:
- redukcję sił tarcia poprzez zastosowanie wyższej jakości łożysk
- przesunięcie czujnika do miejsca, gdzie nie występują zakłócenia
- zastosowanie innego czujnika, mniej wrażliwego na zakłócenia.

W przypadku, gdy zakłóceń nie da się zredukować lub usunąć, w miejscu ich powstania stosuje się następujące metody:
- zastosowanie lokalnego ujemnego sprzężenia zwrotnego (na przykład wahania regulowanej temperatury można zmniejszyć przez stabilizację napięcia zasilającego grzejnik)
- sprzężenie do przodu – gdy zakłócenia są mierzalne. Charakterystyczną właściwością sprzężenia wyprzedzającego jest to, że zakłócenia są kompensowane na wejściu procesu, zanim pojawią się na jego wyjściu.
- predykcję – gdy zakłóceń nie można bezpośrednio zmierzyć; do predykcji zakłóceń wykorzystuje się inne sygnały mierzalne, na które te zakłócenia oddziałują. Eliminacji zakłóceń dokonuje się następnie za pomocą sprzężenia do przodu.

Powszechnym rodzajem zakłóceń występującym w układach automatyki są sygnały stochastyczne (losowe) – zob. układy stochastyczne.